# اللادينية في لبنان
مصطلح اللادينية في لبنان أمر غير شائع، حيث أن الإسلام والمسيحية هما الديانتان السائدتان. من الصعب تحديد عدد الملحدين أو اللاأدريين في لبنان حيث لا يتم احتسابهم رسمياً في تعداد البلاد. يضمن الدستور اللبناني حرية المعتقد. هناك وصمة عار كبيرة مرتبطة بكونك ملحداً في لبنان، وبالتالي فإن العديد من الملحدين اللبنانيين يتواصلون عبر الإنترنت.
آخر تعداد سكاني رسمي في لبنان - أجري عام 1932 خلال فترة الانتداب الفرنسي للبنان الكبرى - يذكر أن 0٪ من السكان اللبنانيين ملحدون. وبالتالي، لا يتم تخصيص أي من مقاعد الحكومة البرلمانية لتلك الفئة من الناخبين.
لا تزال معظم التقديرات الحديثة لا تتضمن أي معلومات عن مجتمعات أو أحياء ذات أغلبية ملحدة في لبنان.
قد لا يتزوج الملحدون في لبنان حيث يجب أن يتم الزواج في كنيسة أو مسجد. يُعاقب على إنكار وجود الله علنًا بالسجن لمدة لا تقل عن شهر واحد وتصل إلى عام كامل وفقًا للمادة 473 من قانون العقوبات اللبناني. الصياغة الدقيقة للفقرة هي أن «تجديف الله علانية» غير قانوني. بالإضافة إلى ذلك، يُعاقب على عدم احترام المسيحية أو الإسلام لمدة لا تقل عن 3 سنوات وتصل حتى 6 سنوات من السجن وفقًا للمادة 474 من قانون العقوبات.
الحياة في لبنان منقسمة إلى حد كبير على أسس طائفية. يتم فصل المدارس والأحياء السكنية والأحزاب السياسية بشكل عام على أسس دينية. على سبيل المثال، شرق بيروت منطقة مسيحية وغرب بيروت يسكنه مسلمون. للمسلمين والمسيحيين قوانين مدنية مختلفة، مما يعني أن عقوبة الجريمة مثلا والإجراءات المدنية الأخرى (مثل الطلاق) قد تكون مختلفة بين المسلمين والمسيحيين.

## الدين في الحكومة اللبنانية
تتمحور الحكومة اللبنانية حول الميثاق الوطني غير الرسمي. إنها حكومة متعددة الاختصاصات، مما يعني أن المقاعد البرلمانية مخصصة لبعض الجماعات الدينية. استخدم الميثاق بيانات من إحصاء عام 1932، الذي أحصى عدد الملحدين في لبنان. وينص على (من بين أمور أخرى):
- يجب أن يكون رئيس الدولة اللبنانية مارونيا.
- يجب أن يكون رئيس الوزراء سنيا.
- يجب أن يكون رئيس المجلس الوطني شيعيا.
- يجب أن يكون نائب رئيس البرلمان اللبناني من الروم الأرثوذكس.
- يجب أن يكون نسبة نواب برلمان المسيحيين والمسلمين 5:6 على التوالي.

تم تغيير النقطة الرابعة من الاتفاقية بموجب اتفاق الطائف (1989)، وأعطى الهيكل الجديد للبرلمان تمثيلية بنسب متساوية بين المسلمين والمسيحيين. على الرغم من أن الاتفاقية الجديدة استخدمت بيانات أكثر حداثة، إلا أنها لم تمنح أي مقاعد مخصصة للملحدين في أي منصب حكومي. 

## المنظمات الطلابية

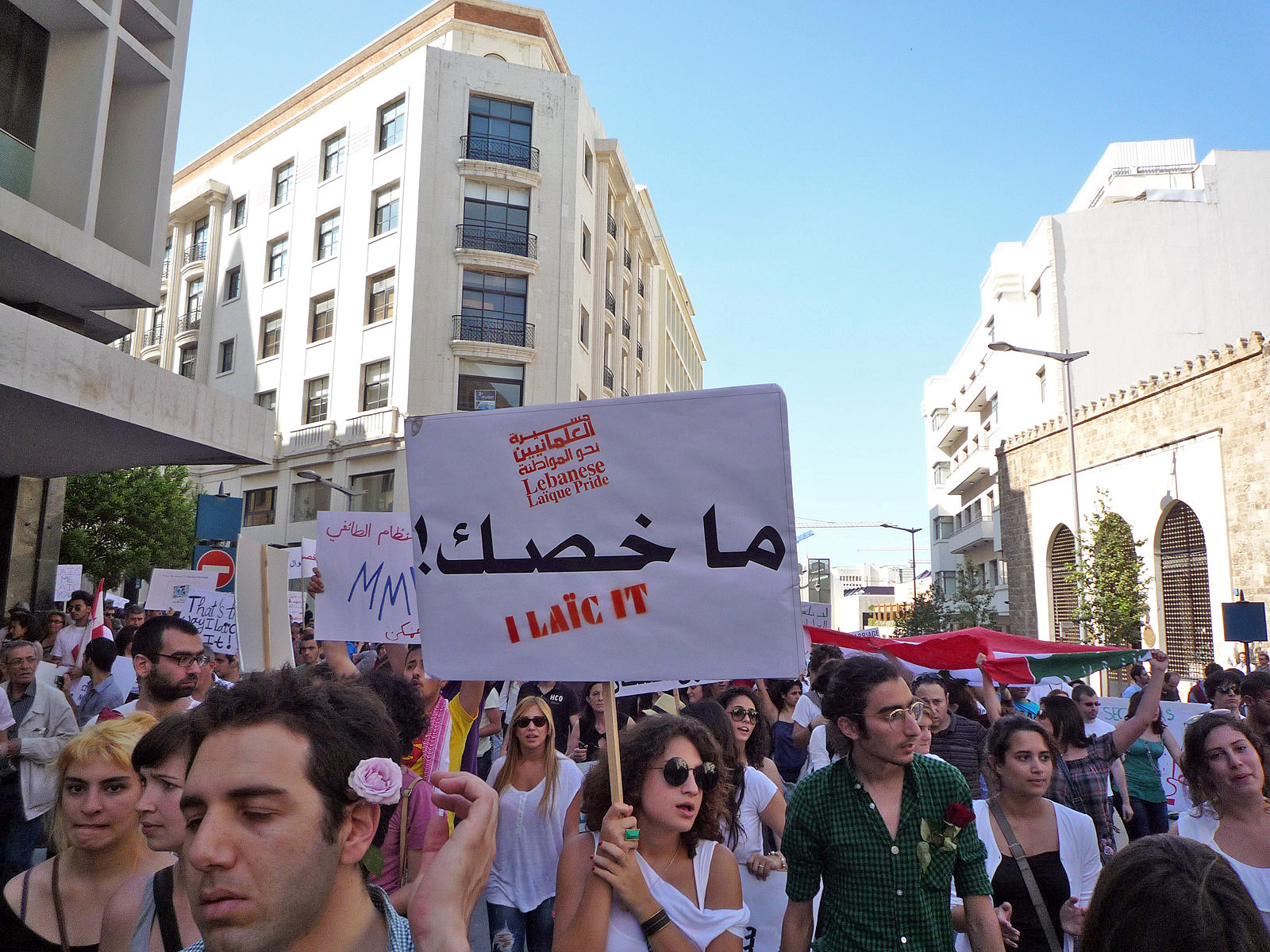
احتجاجات ساحة الشهداء

في السنوات الأخيرة، كانت هناك بعض الدعوات من قبل المجموعات الطلابية لعلمنة المجتمع اللبناني. إحدى هذه المجموعات، لايك برايد (بالفرنسية: Laique Pride)‏ (سميت نسبة إلى المفهوم الفرنسي للعلمانية "laicité") تدعو إلى إنهاء الصبغة الطائفية للحكومة لصالح حكومة علمانية. بعد في عام 2011، نظموا مسيرة في بيروت في 27 فبراير.
لعبت المنظمات الطلابية دورًا رئيسيًا في تعزيز قوّة الحركات العلمانية في لبنان لا سيما تلك المنظمات في الجامعة الأمريكية في بيروت. أُنشئت واحدة من هذه الحركات العلمانية التقدمية بعد أحداث 7 أيار وحظيت بشهرة كبيرة حينها. بحسب الرئيسة السابقة للمنظمة السيّدة جومانا تلحوك فإنّ هدفَ النادي هو «خلق فضاء السياسي يستطيعُ فيه الناس من مختلف الخلفيات الاجتماعية والطائفية المناقشة في إطار مبادئ مشتركة.» ظهرة منظمة أخرى محسوبة على أقصى اليسار ووفقًا لرئيستها السابقة تيريزا صحيون فإنّ هذه المنظمة قد تمكّنت من العثور على «أرضية مشتركة» والحصول على تأييد بحلول شهر أغسطس من عام 2016 في ساحة الشهداء وذلكَ خلال احتجاجات استضافتها الحركة العلمانية.

## معارضة الدين
الغالبية الساحقة من الشعب اللبناني تعارض إزالة المحاصصة على أساس الدين في المجالين العام والخاص. يفضل المسيحيون والمسلمون عمومًا إبقاء المناصب الحكومية منقسمة على أسس ديني للحفاظ على الاستقرار.
بعد أن أصبح غادي درويش أول طفل مولود في لبنان بدون انتماء لطائفة معينة، أصدر المفتي السني الأكبر في لبنان فتوى تدين هذا الزواج ووصفت الفكرة بأنها «جرثومة» في المجتمع اللبناني.